# Eline Powell
Eline Powell (* 12. dubna 1990, Lovaň, Belgie), rozená Eline Pauwels, je belgická herečka.

## Životopis
Powell je dcerou belgického farmakologa Rudi Pauwels a vědkyně Carine Claeys, která byla v roce 1994 spoluzakladatelkou biotechnologické společnosti Tibotec. Narodila se v Lovani, ale do 14 let vyrůstala v Mechelenu. Po krátkém pobytu ve Švýcarsku se přestěhovala do Anglie. Má belgické občanství a považuje Belgii za svůj domov.
Navštěvovala Královskou akademii dramatických umění. Absolvovala v roce 2011 s titulem BA v herectví.

## Kariéra
Svou kariéru v krátkém studentském filmu For Elsie, kde si zahrála roli Mily, dcery gangstera, která se chce naučit hrát na klavír během jednoho dne. Její výkon získal ocenění z Pekingského studentského filmového festivalu a Ceny studentské akademie v USA.
V roce 2012 měla malou roli Angelique ve filmu Kvartet, který režíroval Dustin Hoffman.
V roce 2014 si zahrála hlavní roli v italském dramatickém filmu Anita B. režiséra Roberta Faenzy. Filmový festival Capri v Hollywoodu pojmenoval Powell jako objev roku.
V roce 2016 se objevila ve dvou dílech seriálu Hra o trůny v roli Biancy. Malé role měla ve filmech Novitiate a Král Artuš: Legenda o meči.
V srpnu 2016 byla obsazena do hlavní role seriálu stanice Freeform Siréna.

## Osobní život
V prosinci 2018 oznámil její zasnoubení s britským režisérem a animátorem Lee Lennoxem. V roce 2021 oznámila těhotenství.

## Filmografie

### Film
| Rok  | Název                      | Role           | Poznámky            |
| ---- | -------------------------- | -------------- | ------------------- |
| 2011 | For Elsie                  | Mila           | krátkometrážní film |
| 2012 | Kvartet                    | Angelique      |                     |
| 2012 | Private Peaceful           | Anna           |                     |
| 2014 | Anita B.                   | Anita          |                     |
| 2016 | AmStarDam                  | Desiree        |                     |
| 2017 | Novitiate                  | Sestra Candace |                     |
| 2017 | Král Artuš: Legenda o meči | Syren 2        |                     |

### Televize
| Rok       | Název       | Role   | Poznámky                       |
| --------- | ----------- | ------ | ------------------------------ |
| 2012      | Strach      | Lule   | minisérie, 1 díl               |
| 2016      | Hra o trůny | Bianca | díly: „Vrata“ a „Krev mé krve“ |
| 2018–2020 | Siréna      | Ryn    | hlavní role                    |